# Liste d'hôpitaux en Suisse
En 2022, la Suisse comptait 278 hôpitaux – 101 hôpitaux de soin généraux, 52 cliniques spécialisées en psychiatriques, 51 cliniques de réadaptation et 74 autres cliniques spécialisées. En 2022, ces hôpitaux ont reçus 1,49 million d'hospitalisations et ont généré des coûts de fonctionnement de 33,9 milliards de francs.

## Liste
Liste des hopitaux de Suisse de plus de 550 lits.
| Hopital                                  | Canton     | Ville      | Journées de soin (2022) | Lits (2022) | Personnel |
| ---------------------------------------- | ---------- | ---------- | ----------------------- | ----------- | --------- |
| Hôpitaux universitaires de Genève        | Genève     | Genève     | +580 339,               | +1 796,     | +12 788,  |
| Centre hospitalier universitaire vaudois | Vaud       | Lausanne   | +418 989,               | +1 308,     | +12 436,  |
| Ente ospedaliero cantonale               | Tessin     | Bellinzone | +290 707,               | +1 038,     | +06 671,  |
| Hôpital de l'Île                         | Berne      | Berne      | +260 797,               | +0862,      | +11 000,  |
| Hôpital universitaire de Zurich          | Zurich     | Zurich     | +252 049,               | +0907,      | +08 200,  |
| Hôpital du Valais                        | Valais     | Sion       | +247 564,               | +0757,      | +05 700,  |
| Luzerner Kantonsspital AG                | Lucerne    | Lucerne    | +236 169,               | +0749,      | +08 270,  |
| Hôpital universitaire de Bâle            | Bâle-Ville | Bâle       | +222 434,               | +0704,      | +08 114,  |
| Kantonsspital St. Gallen                 | Saint-Gall | Saint-Gall | +185 595,               | +0632,      | +06 192,  |
| Solothurner Spitäler                     | Soleure    | Soleure    | +203 866,               | +0630,      | +04 240,  |
| Hôpital fribourgeois                     | Fribourg   | Fribourg   | +164 865,               | +0591,      | +03 552,  |

## Galerie

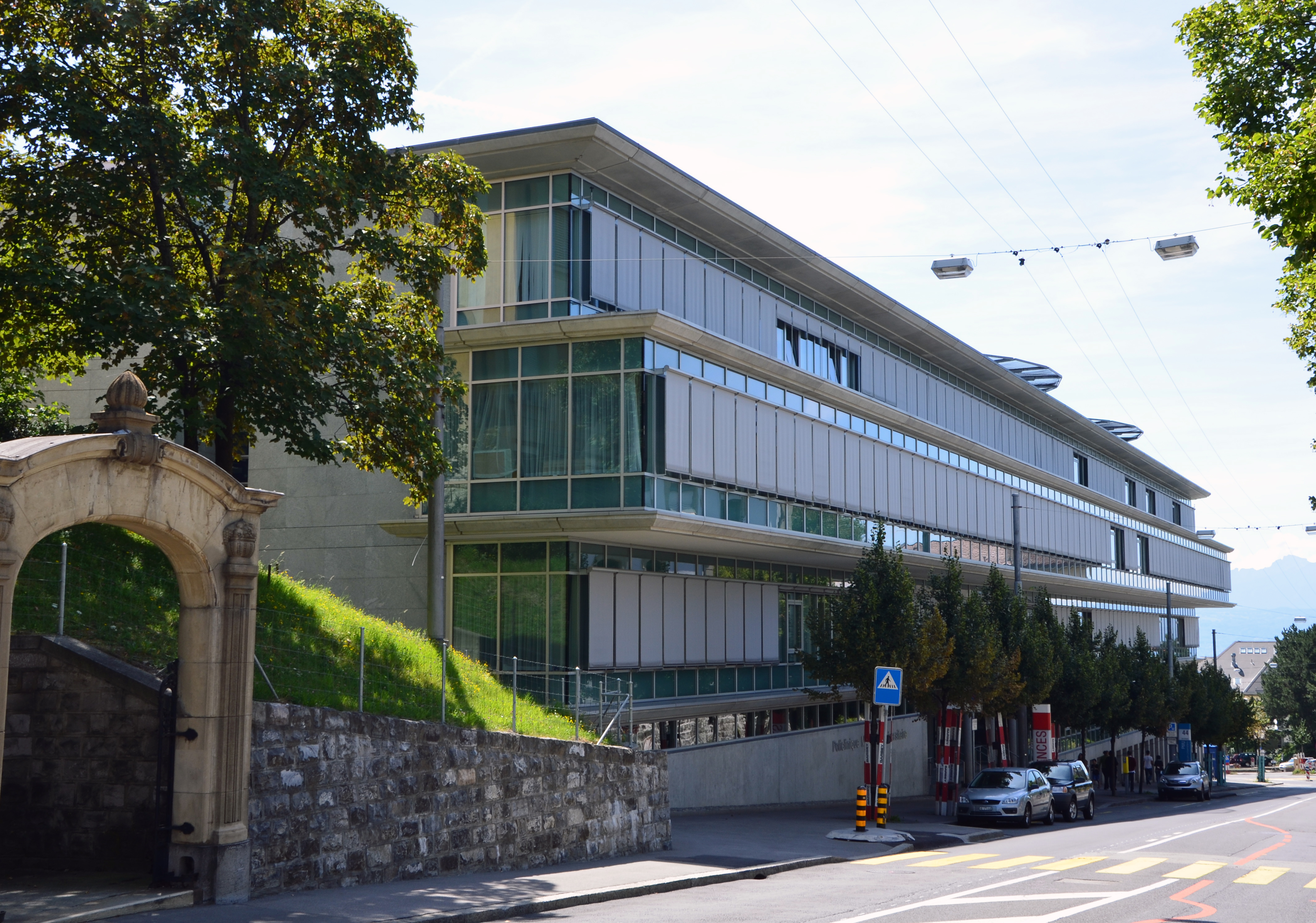
La Policlinique Médicale Universitaire du CHUV de Lausanne avec deux héliports à son sommet
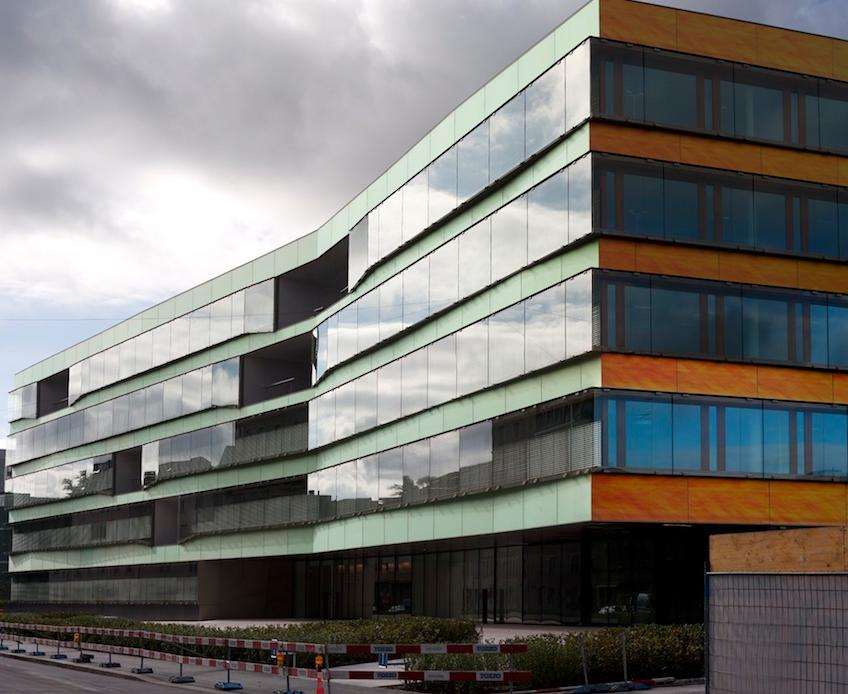
Hôpital pour enfants à Bâle